# Уваковское
Уваковское (каз. Уваковское) — село в районе Магжана Жумабаева Северо-Казахстанской области Казахстана. Входит в состав Успенского сельского округа. Код КАТО — 593677500.

## География
Расположено на болоте Кос-куль.

## Население
В 1999 году население села составляло 269 человек (136 мужчин и 133 женщины). По данным переписи 2009 года, в селе проживало 114 человек (61 мужчина и 53 женщины).